# Men Against Fire
«Men Against Fire» —en España: «La ciencia de matar» y en Hispanoamérica: «El hombre contra el fuego»— es el quinto episodio de la tercera temporada de la serie de ciencia ficción distópica británica Black Mirror. Escrito por el creador de la serie, Charlie Brooker, el capítulo está dirigido por Jakob Verbruggen. Se estrenó el 21 de octubre de 2016 en la plataforma Netflix junto con el resto de los episodios de la tercera temporada.
El episodio transcurre en un futuro repleto de elementos distópicos y postapocalípticos. Cuenta la historia de Stripe (Malachi Kirby), un soldado integrante de una organización militar dedicada a exterminar mutantes a los que se les denomina «roaches» («cucarachas»). En una expedición, junto a su amiga y compañera Raiman (Madeline Brewer) y la líder del escuadrón Medina (Sarah Snook), Stripe mata a dos mutantes. A pesar de los elogios por su actuación tras esta experiencia Stripe comienza a sentirse diferente.

## Argumento
Una organización militar sin nombre, integrada por soldados estadounidenses, tiene como misión el exterminio de seres humanos mutantes a los que se les llama "cucarachas". Sus misiones tienen lugar en Dinamarca. "Stripe" Koinange (Malachi Kirby) y "Hunter" Raiman (Madeline Brewer) son dos soldados integrantes del mismo escuadrón. Cada soldado posee un implante neuronal, llamado MASS, cuya función es incrementar el procesamiento de los sentidos, potenciando la vista, el oído o el olfato. Para incrementar su eficacia el dispositivo utiliza la realidad aumentada y, además, es capaz de provocar reconfortantes sueños eróticos y sexuales durante la noche.
El escuadrón emprende una misión, siguiendo una pista, en dirección a una casa de campo. La líder del escuadrón, Medina (Sarah Snook), interroga al propietario de la granja. Se trata de un devoto cristiano llamado Park Heidekker (Francis Magee) del que Medina sospecha que, debido a sus creencias, está alojando y escondiendo a los mutantes. Las sospechas de Medina se confirman cuando Stripe descubre un "nido" secreto. Los mutantes aparecen como monstruos pálidos, de forma vagamente humanoide, con dientes afilados y profiriendo gruñidos. Cuando uno de ellos señala un misterioso dispositivo led Stripe y Hunter abren fuego contra ellos. Después Stripe activa accidentalmente el dispositivo led provocando una ráfaga de luz sobre sus ojos. Medina arresta al dueño y ordena que se incendie la granja. Stripe descubre que tras la ráfaga cegadora su interfaz MASS ha sufrido una sobrecarga y comienza a fallar durante el entrenamiento del día siguiente. Stripe se somete a un examen físico y después acude Arquette (Michael Kelly), psicólogo del escuadrón, pero no se revela que padezca ningún problema médico.
Al día siguiente Medina, Stripe y Hunter llegan a un complejo de viviendas abandonadas buscando más mutantes. Stripe vuelve a experimentar otro error en su implante MASS: su sentido del olfato de repente vuelve a funcionar. Mientras indagan en la zona un francotirador mata a Medina. Stripe y Hunter inspeccionan el edificio desde donde ha disparado el francotirador y Stripe se encuentra con lo que percibe como una mujer. Él le pide a la mujer que huya, pero Hunter logra interceptarla y matarla a tiros. En un tiroteo posterior queda claro que mientras Stripe ve seres humanos normales Hunter percibe mutantes. Stripe intenta impedir que Hunter continúe con la masacre y, tras un forcejeo la deja inconsciente. Stripe se hiere y escapa con Catarina (Ariane Labed), una lugareña asustada, y su hijo.
Catarina explica a Stripe que la función principal del implante MASS que equipa es la alteración de los sentidos para disfrazar el hecho de que los mutantes son, en realidad, seres humanos normales. De hecho los "mutantes" son víctimas de un genocidio provocado por el hecho de que se les cree genéticamente inferiores tras la finalización de una guerra mundial sucedida diez años antes. Catarina comenta que los soldados, a diferencia de los civiles, equipan dispositivos MASS para motivarles a odiar a los "mutantes" por prejuicios y mediante el uso de la propaganda. Hunter reaparece de repente, matando a Catarina y su hijo, y dejando inconsciente a Stripe.
Stripe se despierta en el interior de una celda militar. El psicólogo Arquette le explica que la activación del dispositivo led instaló un virus en su dispositivo MASS haciendo que se desprogramara y mostrara a los mutantes como seres humanos. Arquette también revela varios propósitos secretos de los implantes MASS: incrementar la apariencia visual de los mutantes, mostrándolos como zombis amenazantes, alterar sus voces para que suenen como monstruosos gruñidos sin sentido, disminuir los olores de sangre y, finalmente, borrar selectivamente ciertos recuerdos de quienes equipan el implante. Este tipo de implantes es utilizado por los militares para deshumanizar la apariencia del enemigo para que los soldados sean más eficientes en el exterminio y evitando los remordimientos por sus acciones. La misión de Stripe es un programa de eugenesia global destinado a seleccionar y "proteger" el linaje de la humanidad. Aunque Stripe no recuerda haber aceptado esa misión Arquette lo confirma utilizando secuencias de video. También Arquette reproduce imágenes sin editar de la misión sucedida de la granja revelándose que Stripe ha estado matando seres humanos desvalidos y aterrorizados. Stripe, incapaz de aceptar la realidad, le ruega que detenga las imágenes. Arquette amenaza entonces con encarcelar a Stripe y torturarle con imágenes en bucle de sus misiones si no consiente borrar su memoria de los últimos días y hacer una reinstalación de su implante neuronal.
Al final del episodio se muestra a Stripe siendo despedido con honores militares de su misión. Eso supone que consintió realizar una segunda eliminación de su memoria. Stripe se acerca a lo que, según sus ojos, es una espléndida casa con una guapísima mujer que le está esperando en la puerta. En realidad se encuentra solo, frente a una destartalada casucha, pintarrajeada con grafiti.

## Reparto
- Malachi Kirby - Stripe Koinange
- Madeline Brewer - Raiman Hunter
- Ariane Labed - Catarina
- Sarah Snook - Medina
- Michael Kelly - Arquette
- Kola Bokinni - Lennard
- Francis Magee - Parn Heidekker
- Aruhan Galieva - Madre
- Simon Connolly - Doctor
- Dean Ashton - Bradley el Guardia
- Kavé Niku - Vecino del Pueblo
- Thomas Thoroe - Vecino del Pueblo
- Loreece Harrison - Mujer
- Toby Oliver - Niño Mutante
- Michael Birch - Mutante

## Recepción crítica
Adriana Izquierdo en el artículo "Black Mirror: La deshumanización de la guerra en 'Men Against Fire'" publicado en la web EspinOF indica "este planteamiento tan terrorífico es apasionante y aborda muchos frentes. (...) estamos ante una dura crítica de cómo las instituciones lidian con las limitaciones morales de los soldados y las consecuencias de que sufren por la guerra. Personas que se ven forzadas a matar a otras y o son incapaces o acaban sufriendo de consecuencias psicológicas difíciles de tratar. (...) El hecho de que Stripe se entregase al programa de forma voluntaria sin saber dónde se metía también dice mucho de lo que lleva a algunos jóvenes a alistarse. En el vídeo de sí mismo que Stripe mira incrédulo se puede ver a un chaval que pasa de todo, que probablemente no tenía otra salida mejor que esa y que precisamente no rezuma vocación. Sobre todo lo que encontramos en esta historia es una reflexión sobre la deshumanización de la guerra".
La Ciencia De Matar ha obtenido comentarios mayoritariamente positivos dentro de la serie Black Mirror pero, entre la crítica de España, no se le considera uno de los episodios más brillantes de la serie. A nivel global obtiene en Internet Movie Database una puntuación de 7,9 sobre 10 con 9.938 votos. En FilmAffinity tiene una calificación de 6,7 sobre 10 con 11.108 votos.
Natalia Marcos y Eneko Ruiz Jiménez en el artículo "Black Mirror: todos los episodios ordenados de peor a mejor" publicado en el diario El País le otorga la última posición de los episodios analizados -13 sobre 13-: "La ciencia de matar trata de ser un episodio grande de Black Mirror, casi una superproducción bélica, pero se pierde en un giro nada inesperado y en un mensaje que queda claro casi desde el primer momento. Como en muchos de los episodios de la tercera temporada, le sobran minutos. Si esto no fuera suficiente, su protagonista no nos transmite nada".
Daniel de Partearroyo en el artículo "Black Mirror del peor al mejor episodio" publicado en Cinemanía del diario El Mundo otorga la posición 11 de 13 a este episodio. Aunque valora positivamente el impacto económico en la producción tras la incorporación de la serie al catálogo de Netflix reseña: "Lástima que la crítica que traza Charlie Brooker contra la deshumanización del enemigo y las técnicas de propaganda aplicadas sobre las propias tropas no vaya más allá del esbozo superficial –nada que no esté bastante más desarrollado en Starship Troopers– y el regusto final de este episodio quede muy por debajo de la pregnancia habitual de Black Mirror".
F. Muñoz en el artículo "El homenaje de "Black Mirror" a la escena inicial de "Inglourious Basterds"" publicado en el diario ABC y que establece paralelismos entre el capítulo y la película dirigida por Quentin Tarantino indica "lo que queda en ambos casos es un poso de desolación en el espectador ante la falta de humanidad que muestran ambos grupos militares. Todo se resume en que para unos y otros la búsqueda de los enemigos es una caza al animal, un asesinato de seres que consideran inferiores. En el caso de «Inglourious Basterds» la historia nos enseñó que los nazis trataron así a los judíos. En el de «Black Mirror» el espectador debe esperar un poco más para entender lo perverso de la tecnología en la guerra".
Javier Melendez Martín en el artículo "Black Mirror: 3×05: la ciencia de matar y una apuesta arriesgada" para la web Yorokobu desvela que el episodio no es redondo por el exceso de ambición del guion: "La intención de Brooker es que descubramos la verdad a medida que Stripe la descubre. Pero con esto el guionista corre un elevado riesgo: el público no llega a identificarse con el soldado. Stripe es un personaje que no encontramos en la vida cotidiana. Es presentado como un soldado más. No tiene un sueño infantil que desea cumplir ni lucha por alcanzar un objetivo personal como lo tiene el protagonista de 15 Millones De Méritos (por mencionar otra distopía futurista). Stripe no quiere salvar a una chica ni subvertir el sistema. Descubre la verdad de manera tardía, pero cuando el público podría simpatizar con él, vuelve a reintegrarse en el sistema".
Antonio Sánchez Marrón en el artículo "Black Mirror 3×05: La ciencia de matar’, máquinas del crimen" publicado en The Way Out Mag reseña: "Quizás sea uno de los capítulos más obvios de Black Mirror. Pero no se encuentra exento de una reflexión que se vuelve constante. El cuestionamiento de los procesos del deber, las diferentes miradas que se establecen en un estado de confusión, de obediencia, de obsesión por la muerte del enemigo. Y todo por la ausencia implícita del convencimiento propio. Procesos automatizados que se entienden en tiempos de conflicto. Que desprotegen al ser humano frente a la maquinaria belicista. Aunque Jakob Verbruggen no opta por tomar riesgos, La ciencia de matar ofrece un pensamiento que vuelve a cuestionar los preceptos sociales de manera taxativa".